# اینامی، هیوگو
اینامی، هیوگو (به لاتین: Inami, Hyōgo) یک منطقهٔ مسکونی در ژاپن است که در استان هیوگو واقع شده‌است. اینامی  ۳۱٬۵۱۲ نفر جمعیت دارد.